# 평화선 (북아일랜드)

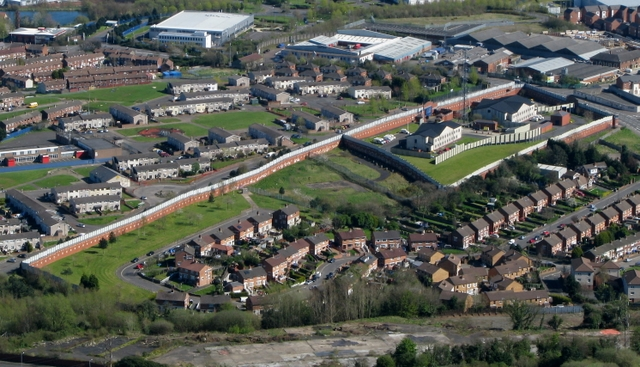

평화선(peace lines)이란 북아일랜드의 구교도와 신교도 사이의 긴장및 충돌을 방지하기 위한 목적으로 벨파스트, 데리및 기타 북아일랜드 전역에 걸쳐 존재하는 장벽이다.
장벽은 25피트 높이에 철근,벽돌 및 강철재질로 튼튼하게 구성되어 있는 분리장벽도 있고, 철조망으로 되어 있는 곳, 또는 단순히 도로의 노선표시와 유사하게 하얀칠로 표시되어 있는 곳도 있다. 이떤곳은 북아일랜드 경찰이 지키고 있는 게이트가 설치된 곳도 있으며, 낮에는 통행이 허용되지만, 야간에는 폐쇄된다.
최초의 장벽은 트러블(구교도-신교도 사이의 분쟁을 일컫는 용어)의 발생이후 1970년 초에 건설되기 시작했으며, 처음에는 그 수가 적었지만, 해를 거듭함에 따라 설치가 증가했으며, 1990년대 초에는 40여곳까지 늘었다. 평화선의 총 연장길이는 13마일에 이른다. 대부분은 수도인 벨파스트에 위치해 있다.
근래들어 이들 평화선은 관광지가 되어 가고 있다.블랙택시라 불리는 이곳의 택시는 벨파스트 평화선을 비롯하여, 구-신 충돌이 있었던 주요 장소및 곳곳의 정치적 선전을 담은 벽화등을 안내해 준다.
가장 유명한 평화선은 벨파스트 동부의 구교도지역인 쇼트 스트랜드와 신교도 지역인 클롼 플레이스를 분리하는 장벽과 벨파스트 서부의 아일랜드 민족주의자들이 사는 폴스 로드와 연합주의자들이 사는 샨킬 로드를 분리하는 장벽이다.

## 같이 보기
- 방벽